# Jerzy Kosiński

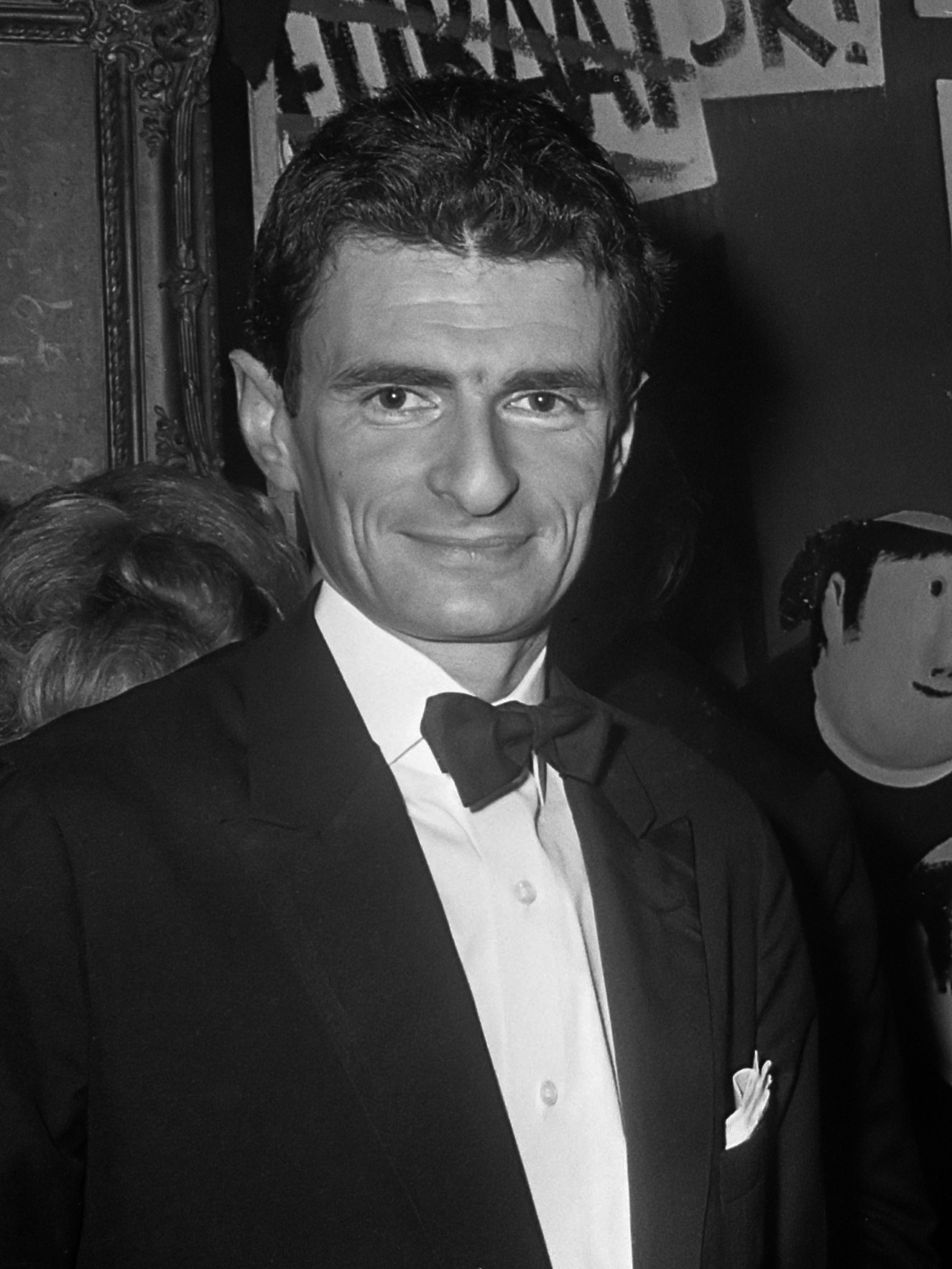
Jerzy Kosiński 1969.

Jerzy Kosiński, ursprungligen Józef Lewinkopf, född 14 juni 1933 i Łódź i Polen, död 3 maj 1991 på Manhattan i New York, var en polsk-amerikansk författare.
Jerzy Kosiński är framförallt känd för romanerna Den målade fågeln (The Painted Bird, 1965) och Finnas till (Being There, 1970). Den sistnämnda filmatiserades 1979, med den svenska titeln Välkommen Mr. Chance!, i regi av Hal Ashby och med Peter Sellers i huvudrollen som trädgårdsmästaren Chance.

## Biografi
Jerzy Kosiński studerade ekonomi och statskunskap vid universitetet i Łódź. 1957 kom han till USA, där han sedan fick medborgarskap 1965. Han arbetade bland annat som chaufför och fotograf samtidigt som han studerade sociologi vid Columbia University. 1970–1973 var han professor vid Yale University.
Jerzy Kosiński begick självmord 1991 i sitt hem på Manhattan i New York.

## Bibliografi

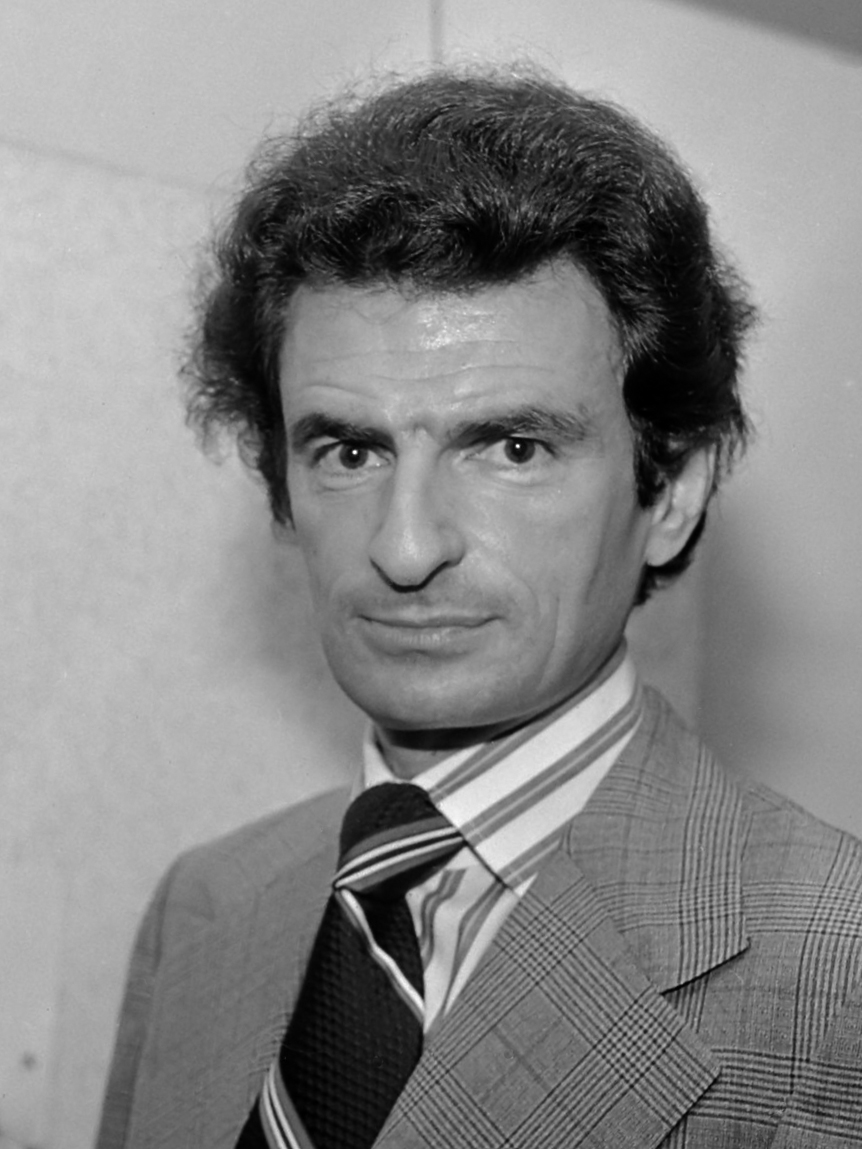
Jerzy Kosiński 1973.

## Filmografi
- 1979 – Välkommen Mr. Chance! (förlaga och manusförfattare)
- 1981 – Reds (skådespelare)
- 1989 – Religion, Inc. (skådespelare)
- 2019 – The Painted Bird (förlaga)